# Kim Yoon-hye
Kim Yoon-hye, nota anche con lo pseudonimo di Woori (우리?, UriLR) (김윤혜?, 金允慧?, Gim Yun-hyeLR, Kim YunhyeMR; Seul, 24 maggio 1991), è un'attrice sudcoreana.

## Biografia
Ha iniziato la sua carriera nel 2002 come ragazza-copertina di Vogue Girl Korea, e ha fatto la modella per MTV Asia nel 2015 prima di recitare in alcuni video musicali. Ha esordito come attrice con lo pseudonimo Woori, tornando al suo vero nome nel 2012. È apparsa nelle serie televisive Neon naege banhaess-eo, Sonnyeoga pir-yohae e I-utjip kkonminam, ottenendo recensioni positive nel 2013 per la sua interpretazione di una studentessa indifferente nel thriller Sonyeo.

## Filmografia

### Cinema
- Adeul (아들?), regia di Jang Jin (2007)
- Jeomjaeng-ideul (점쟁이들?), regia di Shin Jung-won (2012)
- Sonyeo (소녀?), regia di Choi Jin-sung (2013)
- Seongnan byeonhosa (성난 변호사?), regia di Heo Jong-ho (2015)
- Saranghagi ttaemun-e (사랑하기 때문에?), regia di Ju Ji-hong (2017)
- Bongtaeri (봉태리?), regia di Park Jung-rye (2023)
- Ssin (씬?), regia di Han Dong-suk (2024)

### Televisione
- Choegang ur-eomma (최강 울엄마?) – serie TV (2007)
- Gangnyeokban (강력반?) – serie TV, episodi 7-8 (2011)
- Neon naege banhaess-eo (넌 내게 반했어?) – serie TV (2011)
- Sonnyeoga pir-yohae (선녀가 필요해?) – serial TV (2012)
- I-utjip kkonminam (이웃집 꽃미남?) – serie TV (2013)
- Who Are You (후아유?) – serie TV, episodio 16 (2013)
- Vampire tamjeong (뱀파이어 탐정?) – serie TV (2016)
- Yeopgijeog-in geunyeo (엽기적인 그녀?) – serie TV (2017)
- Je3ui maeryeok (제3의 매력?) – serie TV (2018)
- 18 Again (18 어게인?) – serie TV (2020)
- Vincenzo (빈센조?) – serie TV (2021)
- Byeolttongbyeol (별똥별?) – serie TV (2022)
- Addio alla Terra (종말의 바보?) – serie TV (2024)
- Jeongnyeon-i (정년이?) – serie TV (2024)
- Na-ui wanbyeokhan biseo (나의 완벽한 비서?) – serie TV (2025)